# Hermann Schlimme junior
Hermann Schlimme (* 11. April 1921 in Halle (Saale); † 6. November 1980) war ein Wirtschaftsfunktionär der DDR. Er war Generaldirektor des VEB Kombinat Deutrans.

## Leben
Schlimme war der Sohn des Gewerkschaftsfunktionärs Hermann Schlimme. Nach dem Besuch der Volksschule und des Realgymnasiums absolvierte er eine Lehre als Spediteur und Expedient bei der Firma Gustav Knauer in Berlin und war dort anschließend im Beruf tätig. 1940 wurde er zum Reichsarbeitsdienst, 1941 zum Kriegsdienst in die Wehrmacht eingezogen. 1945 geriet er in Italien in britische Kriegsgefangenschaft.
1946 kehrte er nach Deutschland in die SBZ zurück und wurde Mitglied der SED. Von 1946 bis 1949 arbeitete er wieder als Expedient. 1949/50 war er Sozialdirektor, von 1950 bis 1953 kaufmännischer Direktor und Vorstandsmitglied des Unternehmens Derutra in Berlin. Von 1952 bis 1954 wirkte er als Generaldirektor der Staatlichen Oderschiffahrtsgesellschaft. Von 1954 bis 1964 war er Direktor bzw. Generaldirektor der Deutrans. Von 1958 bis 1961 studierte er an der Parteihochschule der SED mit Abschluss als Diplom-Gesellschaftswissenschaftler sowie als Diplom-Wirtschaftler. Von 1964 bis 1967 war er Leiter der Hauptverwaltung Seeverkehr und Hafenwirtschaft, dann von 1967 bis 1980 wieder Generaldirektor des VEB Kombinat Deutrans. Er vertrat die DDR in der Internationalen Spediteurorganisation FIATA und war dort zeitweise auch Vizepräsident.

## Auszeichnungen
- Vaterländischer Verdienstorden in Bronze (1974)
- Verdienter Werktätiger des Verkehrswesens der DDR

## Werke
- Der VEB Kombinat DEUTRANS – Beispiel für die steigende Leistungsfähigkeit des sozialistischen Verkehrswesens in der DDR. – In: DDR-Verkehr 12 (1979), S. 220–224